# قيمة وقتية للنقود

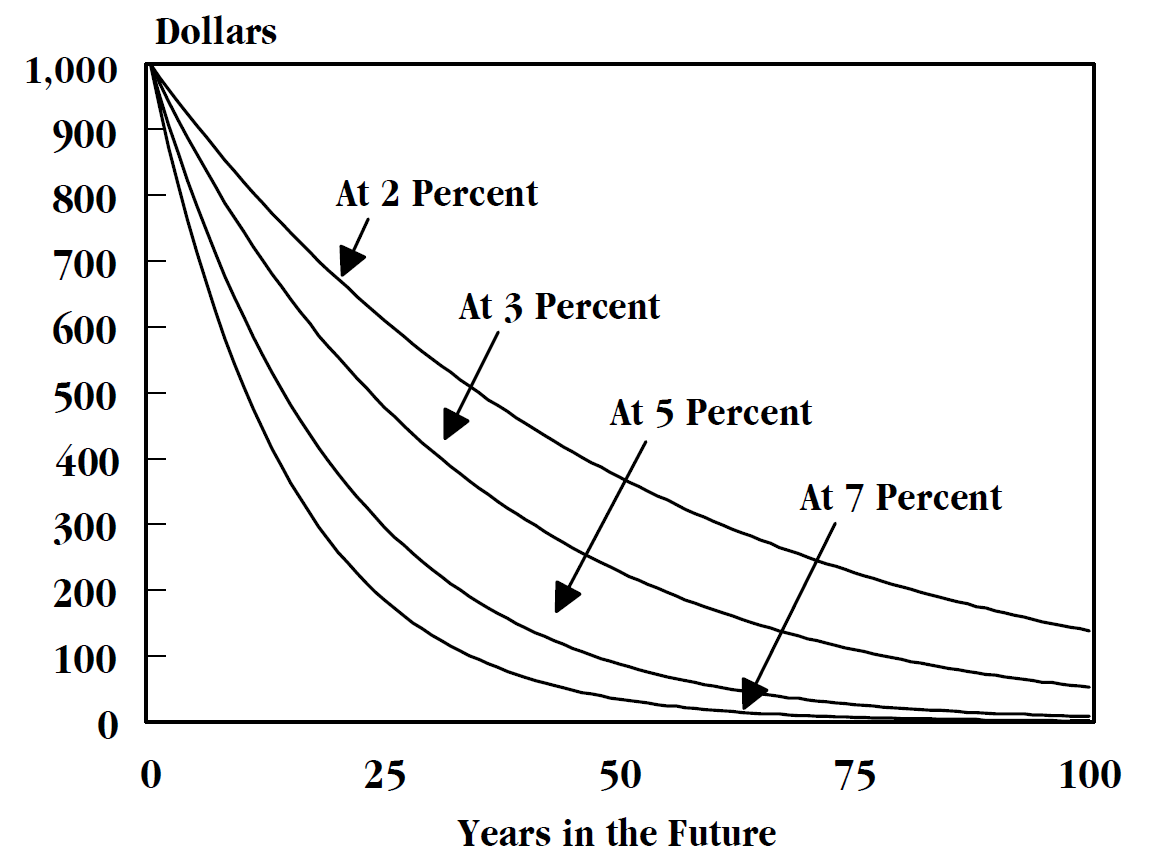

إن القيمة الوقتية للنقود هي قيمة الأموال المعدودة في مبلغ محدد من الفائدة المكتسبة أو التضخم الاقتصادي الحاصل على مدار فترة محددة من الزمن. يشير المبدأ الجوهري إلى أن القوة الشرائية لمبلغ معين من المال تختلف عن القوة الشرائية لهذا المبلغ نفسه في المستقبل. وتوجد تلك الفكرة لسببين أولهما أن هناك فرصة لكسب فائدة على المال ولأن التضخم الاقتصادي سيؤدي إلى رفع الأسعار، وبهذا تتغير «قيمة» المال. إن القيمة الزمنية للمال هو المفهوم المركزي في النظرية المالية.
على سبيل المثال، عند استثمار مبلغ 100 دولار اليوم ولمدة عام واحد ويحقق فائدة بنسبة 5% فستكون قيمة هذا المبلغ بعد مرور عام واحد هي 105 دولارات. ومن ثم فإن قيمة المائة دولار المدفوعة الآن أو 105 دولارات المدفوعة بعد عام كامل من الآن هي القيمة نفسها التي يحصل عليها المستفيد الذي يفترض أنه حصل على فائدة نسبتها 5%؛ وباستخدام اصطلاح القيمة الزمنية للمال، فإن القيمة المستقبلية لمبلغ 100 دولار المستثمر لمدة عام بنسبة 5% هي 105 دولارات. وترجع هذه الفكرة إلى مارتن دو أزبيليكوتا (1491-1586) في مدرسة سالامانكا.
تتيح هذه الطريقة أيضًا حساب تدفق مشابهًا من الإيرادات في المستقبل، فبهذه الطريقة يتم خصم الإيرادات السنوية ثم يضافان معًا، وبهذا تنتج «القيمة الحالية» الإجمالية لتتدفق الإيرادات بالكامل.
تقوم معظم الطرق المعيارية لحساب القيمة الزمنية للمال على التعبير الجبري الأساسي جدًا الخاص بـ القيمة الحالية للمبلغ المستقبلي،«مخصومة» إلى المستقبل باستخدام قيمة مساوية للقيمة الزمنية للمال. فعلى سبيل المثال، فإن المبلغ FV الذي سيتم الحصول عليه في خلال عام سيخصم (بنسبة الفائدة r) ليحقق المبلغ PV في الحاضر: PV = FV − r PV = FV/(1+r).
من الحسابات المعيارية المعتمدة على القيمة الزمنية للمال:
القيمة الحالية القيمة الحالية لمبلغ من المال في المستقبل أو لسلسلة من التدفقات النقدية حسب معدل عائدات معين. يتم خصم التدفقات النقدية المستقبلية حسب معدل خصم، وكلما زاد معدل الخصم، انخفضت القيمة الحالية للتدفقات النقدية المستقبلية. فتحديد معدل الخصم المناسب هو مفتاح التقييم الصحيح لقيمة التدفقات النقدية المستقبلية، سواء كانت إيرادات أو التزامات.
القيمة الحالية لـ الأقساط الأقساط هي سلسلة من المدفوعات المتساوية التي تدفع على فترات زمنية فاصلة محددة. ومن أمثلتها مدفوعات الإيجارات والرهونات. ويتم الدفع أو الاستلام عند نهاية كل فترة محددة حسب نظام القسط العادي أو مع بداية كل فترة محددة في نظام القسط المستحق.
القيمة الحالية لـ الديمومة هي تدفق لانهائي وثابت لتدفقات نقدية متساوية.
القيمة المستقبلية هي قيمة أصل أو مبلغ نقدي في تاريخ محدد في المستقبل بحيث يكون مساويًا في القيمة لمبلغ محدد اليوم.
القيمة المستقبلية للقسط (FVA) هي القيمة المستقبلية لسلسلة من المدفوعات (أقساط) بافتراض أن المدفوعات يتم استثمارها حسب نسبة فائدة محددة.

## وصلات خارجية
- Present Value Annuity Calculator
- Future Value of an Annuity
- Time Value of Money Calculator by Farsight Calculator
- Time Value of Money hosted by the University of Arizona
- Time Value of Money Ebook نسخة محفوظة 5 ديسمبر 2020 على موقع واي باك مشين.
- Inflation calculator